# Igor Kovaljov
Igor Kovaljov (russisk: Игорь Адольфович Ковалёв) (født 17. januar 1954 i Kyiv i Sovjetunionen) er en sovjetisk filminstruktør.

## Filmografi
- Sledstvije vedut Kolobki (Следствие ведут Колобки, 1986)[1][2]